# Санта-Мария-Пеньолес
Са́нта-Мари́я-Пеньо́лес (исп. Santa María Peñoles) — посёлок в Мексике, в штате Оахака, входит в состав одноимённого муниципалитета и является его административным центром. Численность населения, по данным переписи 2020 года, составила 705 человек.

## Общие сведения
Поселение было основано в доиспанский период. Оно называлось Ixcuintepec, что с астекского языка можно перевести как: собачья гора. В период колонизации название сменилось на Пеньолес.

## Население
| Год  | Численность | Численность |
| ---- | ----------- | ----------- |
| 2005 | 504         | [ 5 ]       |
| 2010 | 646         | [ 6 ]       |
| 2020 | 705         | [ 7 ]       |